# Clitocybe phosphorea
Clitocybe phosphorea är en svampart som beskrevs av Battarra. Clitocybe phosphorea ingår i släktet Clitocybe och familjen Tricholomataceae.   Inga underarter finns listade i Catalogue of Life.